# Liste venezolanischer Komponisten klassischer Musik
Diese Seite listet venezolanische Komponisten klassischer Musik auf.
- José Antonio Abreu (1939–2018)
- Sef Albertz (* 1971)
- Efraín Amaya (* 1959)
- Diana Arismendi (* 1962)
- Ana Mercedes Asuaje de Rugeles (1914–2012)
- Nazyl Báez Finol (* 1932)
- Josefina Benedetti (* 1953)
- Leopoldo Billings (1932–2010)
- José Antonio Caro de Boesi (≈1740–1814)
- Modesta Bor (1926–1998)
- Raúl Borges (1882–1967)
- Augusto Brandt (1892–1942)
- José Antonio Calcaño (1900–1978)
- Cayetano Carreño (1774–1836)
- Inocente Carreño (1919–2016)
- Teresa Carreño (1853–1917)
- Evencio Castellanos (1915–1984)
- Gonzalo Castellanos Yumar (1926–2020)
- Renata Cedeño Laya
- Carlos Duarte (1957–2003)
- María Luisa Escobar (1903–1985)
- Antonio Estévez (1916–1988)
- Blanca Estrella de Méscoli (1915–1986)
- Lino Gallardo (1773–1837)
- Alberto Grau (* 1937)
- Adina Izarra (* 1959)
- José Ángel Lamas (1775–1814)
- Juan José Landaeta (1780–1814)
- Antonio Lauro (1917–1986)
- Juan Vicente Lecuna (1899–1954)
- Gustavo Matamoros (* 1957)
- Emilio Mendoza (* 1953)
- Nelly Mele Lara (1922–1993)
- Moisés Moleiro (1904–1979)
- Alfredo del Mónaco (1938–2015)
- Alfonso Montes (* 1955)
- José Luis Muñoz (1928–1982)
- Juan Carlos Núñez (* 1947)
- Juan Manuel Olivares (≈1760–1797)
- Juan Bautista Plaza (1898–1965)
- Alba Quintanilla (* 1944)
- Alfredo Rugeles (* 1949)
- Federico Ruiz (* 1948)
- Andrés Sandoval (1924–2004)
- Jacky Schreiber (* 1961)
- Rodrigo Segnini Sequera (* 1968)
- Vicente Emilio Sojo (1887–1974)
- Carlos Teppa (* 1923)
- Alfonso Tenreiro (* 1965)
- Ricardo Teruel (* 1956)
- José Francisco Velásquez d.J. (1781–1822)
- Francisco Zapata Bello (* 1948)